# هاي جود (أغنية البيتلز)
هاي جود (بالإنجليزية: Hey Jude)‏؛ أغنية لفريق الروك الإنجليزي «البيتلز»، صدرت كأغنية ليست ضمن ألبوم في أغسطس 1968. كتبها بول مكارتني ونسبت إلى (لينون مكارتني) كما تعود الثنائي مع كل أغانيهم. كانت الأغنية هي أول إصدار لفريق البيتلز على علامة شركة التسجيلات «آبل» المملوكة لهم.
كانت هي الأغنية الأكثر نجاحًا في العديد من البلدان حول العالم وأصبحت الأغنية الأكثر مبيعًا لهذا العام في المملكة المتحدة والولايات المتحدة وأستراليا وكندا. استمر الأغنية تسعة أسابيع في المركز الأول على قائمة الهوت بيلبورد، وتلك أطول فترة استمرت فيها أغنية في الجزء العلوي من القوائم الأمريكية على الإطلاق في عام 1968. باعت ما يقرب من ثمانية ملايين نسخة وكثيرا ما يتم تضمينها في قوائم نقاد الموسيقى لأعظم الأغاني في كل العصور.

## طاقم العزف والتسجيل
بول مكارتني: غناء رئيسي - بيانو - جيتار باس - تصفيق.
جون لينون: دعم غناء - جيتار صوتي (اكوستك) - تصفيق.
جورج هاريسون: دعم غناء - جيتار كهربائي – تصفيق.
رينجو ستار: دعم غناء - طبول - دف – تصفيق.
موسيقيون إضافيين
أوركسترا من 36 قطعة: 10 آلات كمان - ثلاثة كمان - ثلاثة تشيلو - اثنين من الباص المزدوج - مزاميران - اثنين من الكلارينيت - كلارينيت باس واحد - باسون واحد - كونترابسون واحد - أربعة أبواق - قرونان - أربعة ترومبون - آلة قرع واحدة - 35 موسيقيًا من هؤلاء الموسيقيين على غناء إضافي ومساند للأيدي.

## خلفية الأغنية
تزامنت كتابة وتسجيل الأغنية مع فترة من الاضطرابات في فريق البيتلز. تطورت الأغنية من أغنية «هاي جوليس» وهي أغنية كتبها مكارتني لتعزية ابن جون لينون، جوليان، بعد أن ترك لينون زوجته وأم جوليان ليبدأ ترتيبات زواجه من الفنانة التشكيلية اليابانية يوكو أونو. تتبنى كلمات الأغاني نظرة إيجابية لموقف حزين، بينما تشجع «هاي جود» أيضًا على متابعة فرصة للعثور على الحب. تنتقل الأغنية بعد المقطع الرابع إلى نوتة موسيقية لازمة «نا نا نا» تستمر لأكثر من أربع دقائق.

## التسجيل وما بعد التسجيل

كانت أغنية «هاي جود» هي أول أغنية لفريق البيتلز يتم تسجيلها على معدات تسجيل ذات ثمانية مسارات (8 تراك). عقدت الجلسات في استوديوهات ترايدنت في وسط لندن، أثناء تسجيل الألبوم المزدوج للفريق (المعروف أيضًا باسم «الألبوم الأبيض») ، وأدت إلى جدال بين مكارتني وجورج هاريسون حول جزء الجيتار في الأغنية.
أخرج مايكل ليندساي-هوغ مقطع الفيديو الترويجي للأغنية، وتم بثه لأول مرة في برنامج ديفيد فروست التلفزيوني في المملكة المتحدة. على النقيض من المشاكل التي كان يعاني منها الفريق، استحوذ هذا الأداء وموضوع الأغنية المتمثل في التفاؤل والتعاضد من خلال إبراز جمهور الاستوديو وهو ينضم للبيتلز وهم يغنون الكودا الأخيرة للأغنية.
بلغت الأغنية أكثر من سبع دقائق، وكانت أطول أغنية فردية تتصدر القوائم البريطانية حتى ذلك الوقت. شجع ترتيبها والكودا الموسعة، العديد من الأعمال المقلدة حتى أوائل السبعينيات. صنفتها مجلة بيلبورد في عام 2013، على أنها عاشر «أكبر» أغنية على الإطلاق من حيث نجاحها على القوائم. واصل مكارتني أداء «هاي جود» في حفل موسيقي منذ وفاة لينون في عام 1980، وقاد الجماهير في غناء الكودا. نجح كل من جوليان لينون ومكارتني في طرح عطاءات في مزاد علني لعناصر تذكارية تتعلق بإنشاء الأغنية.

## استقبال الأغنية
كتب ديريك جونسون من جريدة نيو ميوزيكال اكسيريس NME : «طول الأغنية والمصاحبة الأوركسترالية المكونة من 40 قطعة.. كنت أفضل شخصياً ان تكون الأغنية بدون أي منهما! ... إنها أغنية جميلة ومقنعة، وكانت الدقائق الثلاث الأولى مثيرة للغاية، إلا أن الارتجال الصوتي للكودا الطويلة غير ضروري.. أسطوانة» هاي جود«و الوجه الآخر» ثورة«يثبتان بما لا يدع مجالاً للشك أن فريق البيتلز لا يزال يتقدم على منافسيه في الشوارع».
كتب كريس ويلش من صحيفة ميلودي ميكر Melody Maker إنه لم يكن متأثرًا في البداية، لكنه أبدى إعجابًا كبيرًا بالأغنية بسبب «إيقاعها البطيء والثقيل والمليء بالبيانو والغناء الحسي والعاطفي والطبول الرنانة اللطيفة»، وأضاف أن الأغنية كان يمكن ان تستفيد من بعض التعديل، حيث كانت النهاية «دقيقتين طويلتين جدًا».
كتبت مجلة «كاش بوكس Cash Box»: «أن النهاية المطولة للأغاني كانت طريقة ابتكرها فريق البيتلز مع أغنية» كل ما تريده هو الحب All You Need Is Love«، ولكن مع أغنية» هاي جود«أصبح هذا الابتكار شيئًا من أشكال الفن والذي يشتمل على احتفالية تشبه الغيبوبة أصبحت خالدة في استمراريتها».
وصفت مجلة تايم نهاية الأغنية بأنها «تلاشي يسخر بشكل جذاب من التلاشي باعتباره وسيلة للتحايل على إنهاء تسجيلات البوب». قارن المقال أغنية «هاي جود» بأغنية «ثورة» قائلاً: «إن أغنية مكارتني تحث على ثورة من نوع مختلف، من خلال حث صديقًا على التغلب على مخاوفه وإلزام نفسه بالحب».
كتبت كاترين مانفريدي من مجلة رولينج ستون: «كلمات الأغنية هي بمثابة رسالة من مكارتني إلى لينون لإنهاء علاقاته السلبية مع النساء، ولكسر النمط القديم؛ لتعيش مع الحب حقًا».

## جوائز وتقدير
رشحت الأغنية لجائزة الجرامي لعام 1969 في قسم أغنية العام، وأفضل أداء بوب.
فازت في استطلاع آراء الجمهور على مجلة «نيو ميوزيكال اكسبريس» كأفضل أغنية فردية في 1968.
فازت الأغنية  بجائزة ايفر نوفيللو Ivor Novello Award لعام 1968 لأفضل مبيعات.
أدرجت الأغنية في الأكاديمية الوطنية لتسجيل الفنون والعلوم في قاعة مشاهير جرامي في عام 2001، وهي واحدة من "500 أغنية شكلت "موسيقى الروك آند رول" في قاعة مشاهير الروك آند رول.
صنفت مجلة رولينج ستون في عام 2004، «هاي جود» في المرتبة الثامنة على «أعظم 500 أغنية في كل العصور»، مما يجعلها أغنية البيتلز الأعلى مرتبة في القائمة.
صنفتها محطة «في اتش 1» VH1 في عام 2000، في المركز التاسع ضمن قائمة أفضل الأغاني على الإطلاق، وصنفها موقع «موجوMojo» في المركز 29 في عام 2000، بعد ان كانت في عام 1997 في المركز السابع على قائمة «أعظم 100 منفردة في كل العصور».  
صنفتها صحيفة «نيو ميوزيكال اكسبريس» في المركز 38 عام 1976، وصنفتها في المركز 77 في عام 2014.
صنفت القناة الرابعة Channel 4 أغنية «هاي جود» في المرتبة الثالثة على قائمة «أعظم 100 أغنية فردية» في شهر يناير 2001.
صنفت جمعية مشغلي الترفيه والموسيقى The Amusement & Music Operators Association أغنية «هاي جود» في المركز 11 لأفضل أغنية موسيقية على الإطلاق.
ظهرت الأغنية في عام 2008،  في المركز الثامن على قائمة بيلبورد لأفضل 100 أغنية في كل العصور.
صنفت شركة موجو الأغنية في المرتبة 12 على قائمتها «101 أعظم أغاني البيتلز»، وفي قائمة مماثلة تم تجميعها بعد أربع سنوات، صنفت رولينج ستون الأغنية في المرتبة السابعة، كما صنفها في عام 2015، البرنامج البريطاني «آي تي في» أكثر أغنية محبوبة للمستمعين من أغاني فريق البيتلز.
صنفت مجلة «تايم أوت لندن Time Out London» في عام 2018 الأغنية في المركز 49 في قائمة أفضل أغاني البيتلز، وقال نيك ليفين من المجلة: «لا تسمح لنفسك بالتغاضي عن هذه الأغنية بسبب انتشارها المطلق... هي ملحمة ذات قلب كبير، وعاطفية للغاية تصل إلى ذروتها مع واحدة من أكثر أغاني البوب الأسطورية».

## كلمات الأغنية
مرحبًا جود، لا تجعل الأمر سيئًا Hey, Jude, don't make it bad
خذ أغنية حزينة وأجعلها أفضل Take a sad song and make it better
تذكر أن تدخلها لقلبك Remember to let her into your heart
ثم يمكنك البدء في تحسينها Then you can start to make it better
مهلا جود، لا تخف Hey, Jude, don't be afraid
لقد خلقت لتخرج وتحضرها You were made to go out and get her
لحظة تركها تحت جلدك The minute you let her under your skin
ثم تبدأ في جعلها أفضل Then you begin to make it better
وفي أي وقت تشعر فيه بالألم، يا جود، توقف And anytime you feel the pain, hey, Jude, refrain
لا تحمل العالم على أكتافك Don't carry the world upon your shoulders
لأنك تعلم جيدًا أنه الأحمق، من يلعب بهدوء For well you know that it's a fool, who plays it cool
بجعل عالمه أبرد قليلاً By making his world a little colder
ناه ناه ناه ناه ناه ناه ناه Nah, nah nah, nah nah, nah nah, nah nah
مهلاً جود، لا تخذلني Hey, Jude, don't let me down
لقد وجدتها، اذهب الآن واحضرها You have found her, now go and get her
تذكر أن تجعلها في قلبك Remember to let her into your heart
ثم يمكنك البدء في تحسينها Then you can start to make it better
لذا دعها تخرج ودعها تدخل، يا جود، ابدأ So let it out and let it in, hey, Jude, begin
أنت تنتظر أن يقوم شخص ما بالأداء معك You're waiting for someone to perform with
ألا تعلم أنه أنت فقط، يا جود، ستفعل And don't you know that it's just you, hey, Jude, you'll do
الحركة التي تحتاجها هي مسئوليتك The movement you need is on your shoulder
ناه ناه ناه ناه ناه ناه ناه نعم Nah, nah nah, nah nah, nah nah, nah nah yeah

## وصلات خارجية
https://www.thebeatles.com/song/hey-jude هاي جود (أغنية البيتلز)
https://www.youtube.com/watch?v=bkApuQWCPdM هاي جود (أغنية البيتلز)
https://www.allmusic.com/song/hey-jude-mt0008336115 هاي جود (أغنية البيتلز)